# Schauplatzgasse
La Schauplatzgasse (que en  alemán quiere decir: Callejón Schauplatz) es una de las calles de la ciudad vieja de Berna, el centro medieval de la ciudad de Berna, en Suiza. Es parte de la Äussere Neustadt que fue construida durante la tercera expansión entre 1344 y 1346. Se extiende desde la Bundesplatz frente a la Bundeshaus de la Bubenbergplatz y es parte del Patrimonio Cultural de la Humanidad de la UNESCO, que abarca toda la Ciudad Vieja.
La calle es mencionado por primera vez en 1347 como Schoulanzgasse, en honor de una familia de la nobleza local. Después de que la familia Schoulant se extinguió, la calle se conoció por varios nombres diferentes. El nombre actual se menciona por primera vez en 1732.